# Bataille de Plymouth (1652)
Première guerre anglo-néerlandaise
Batailles
- Douvres
- Plymouth
- Elbe
- Kentish Knock
- Dungeness
- Portland
- Livourne
- Gabbard
- Schéveningue

La bataille de Plymouth est une bataille navale qui opposa, le 26 août 1652 (le 16 août selon le calendrier julien en vigueur alors en Angleterre), durant la première guerre anglo-néerlandaise, une flotte anglaise, commandée par George Ayscue, à une des Provinces-Unies, sous les ordres de Michiel de Ruyter, au large de Plymouth. Elle se solda par une victoire néerlandaise.

## Situation
Le 29 juillet 1652, Michiel de Ruyter est nommé vice-commodore, un grade propre aux Provinces-Unies situé entre capitaine de vaisseau et contre-amiral, et prend peu après, en l'absence du vice-amiral Witte de With, le commandement de l'escadre assemblée sur la côte de Zélande pour escorter un important convoi. Aux alentours du 10 août, de Ruyter prend la mer sans attendre les navires marchands car il a été informé qu'une flotte anglaise de 40 navires, commandée par George Ayscue, a quitté les Downs. L'escadre néerlandaise comprend à ce moment-là 23 navires de guerre et 6 navires-brûlots, avec un total de 600 canons et 1 700 marins. La plupart des équipages sont peu entraînés, beaucoup de navires sont en mauvais état et la flotte a à peine deux mois de provisions. Mais, en dépit de tout cela, de Ruyter préfère livrer bataille sans avoir le fardeau d'avoir à protéger un convoi.
En atteignant la Manche, de Ruyter découvre qu'Ayscue n'a pas l'intention de livrer bataille mais plutôt de l'éviter dans l'espoir d'intercepter le convoi. Pour l'attirer à lui, il commence donc à croiser au large de la côte du Sussex, provoquant un début de panique chez la population locale, mais Ayscue, bien qu'il dispose d'une flotte supérieure en nombre, ne réagit toujours pas. De plus, de Ruyter perd deux navires, envoyés escorter un navire marchand jusqu'à l'embouchure de la Somme, quand ceux-ci entrent en collision, en coulant un et endommageant sérieusement l'autre.
Finalement, le 21 août, de Ruyter va à son rendez-vous, au large de Gravelines, avec le convoi de 60 navires marchands qu'il doit escorter. Le convoi apporte avec lui 10 navires de guerre, ce qui porte le total de son escadre à 31 navires. Le 23 août, la flotte néerlandaise entre à nouveau dans la Manche avec pour instruction d'escorter le convoi dans l'océan Atlantique; de là, la plupart des marchands prendront la direction de la Méditerranée avec leur escorte initiale de 10 vaisseaux, alors que l'escadre initiale devra attendre un autre convoi en provenance des Caraïbes. Entre-temps, la flotte d'Ayscue est désormais forte de 47 navires : 38 vaisseaux de guerre, 5 navires-brûlots et 4 vaisseaux plus petits.

## La bataille
Le 25 août, les Anglais repèrent la flotte néerlandaise au large de Plymouth et prennent la mer. Le lendemain, au large de la Bretagne, Ayscue, qui vient du nord et a l'avantage du vent, tente une attaque directe contre le convoi en espérant le disperser pour capturer quelques navires, mais de Ruyter a anticipé cette attaque, plaçant ses navires en protection. Les vaisseaux anglais sont en moyenne plus lourdement armés mais sont très désorganisés car les plus rapides ont brisé la formation dans l'espoir de s'emparer des navires marchands à la traîne; ils ne peuvent donc former une ligne de bataille et d'exploiter pleinement leur puissance de feu supérieure. L'escadre néerlandaise, à l'inverse, a adopté une formation en ligne sous le vent très défensive. Vers 16 heures, les deux flottes entrent en contact et se traversent mutuellement, les néerlandais gagnant l'avantage du vent et l'exploitant en faisant demi-tour et en attaquant à leur tour depuis le nord. Voyant leurs meilleurs navires entourés par la masse des vaisseaux néerlandais et supportant le plus gros du combat, le reste de la flotte anglaise, les navires les plus lents et dont les équipages sont mal entraînés, hésite à rentrer dans la bataille.
Le Vogelstruys, le plus grand des navires néerlandais, est alors séparé du reste de la flotte et est attaqué par trois navires anglais à la fois avant d'être abordé. Son équipage est proche de se rendre quand son capitaine, Douwe Aukes (en), menace de faire sauter le navire. Placé face à cette alternative, l'équipage reprend le dessus, repousse l'abordage des Anglais et livre une telle résistance que les navires anglais, sérieusement endommagés et dont deux sont proches de couler, interrompent leur attaque. Les néerlandais emploient leur tactique favorite qui est de tirer sur les mâts des navires adverses afin de les mettre hors de combat et, en fin de l'après-midi, Ayscue décide de rompre l'engagement et de se replier sur Plymouth pour faire réparer ses navires avant qu'ils soient trop endommagés et ne se fassent capturer.
Aucun des deux camps n'a perdu de navires de guerre mais ils ont tous deux subi des pertes sévères parmi leurs équipages. Les néerlandais comptent environ 60 morts et une cinquantaine de blessés alors que les Anglais ont quant à eux 700 morts et blessés (la plupart provenant de l'attaque avortée contre le Vogelstruys) et ont perdu un navire-brûlot. De Ruyter poursuit la flotte anglaise en espérant capturer quelques traînards, car plusieurs vaisseaux anglais sont en remorque et donc susceptibles d'être abandonnés, mais Ayscue parvient à ramener toute sa flotte à Plymouth. De Ruyter envoie alors deux navires de guerre escorter le convoi marchand et envisage un moment d'attaquer la flotte anglaise à l'ancre avant d'y renoncer. Apprenant que l'amiral Robert Blake fait voile vers l'ouest avec une flotte de 72 navires, de Ruyter choisit d'aller attendre le convoi venant des Caraïbes et l'escorte en sûreté jusqu'à Calais où la flotte arrive le 2 octobre, alors que les provisions commençaient à manquer, Blake ayant de son côté été forcé par une tempête de s'abriter à Torbay.

## Conséquences
Les Anglais s'attendaient à triompher facilement des Néerlandais et leur échec est pour eux une surprise déplaisante, Ayscue étant blâmé pour son mauvais commandement et perdant son poste après la bataille, bien que certainement en partie pour des raisons politiques (ayant des sympathies royalistes). Aux Provinces-Unies, Michiel de Ruyter, qui était un quasi-inconnu, devient du jour au lendemain un héros alors qu'il s'agissait de son premier commandement indépendant. Avant de rentrer au pays, il participe à la bataille de Kentish Knock et, en arrivant à Middelburg, il est reçu par les États de Zélande et est récompensé d'une chaîne en or pour son comportement lors des deux batailles, la première pour son courage et la seconde pour sa prudence - ayant convaincu Witte de With qu'il était temps de se replier.